# Chiesa di San Pietro a Mezzana

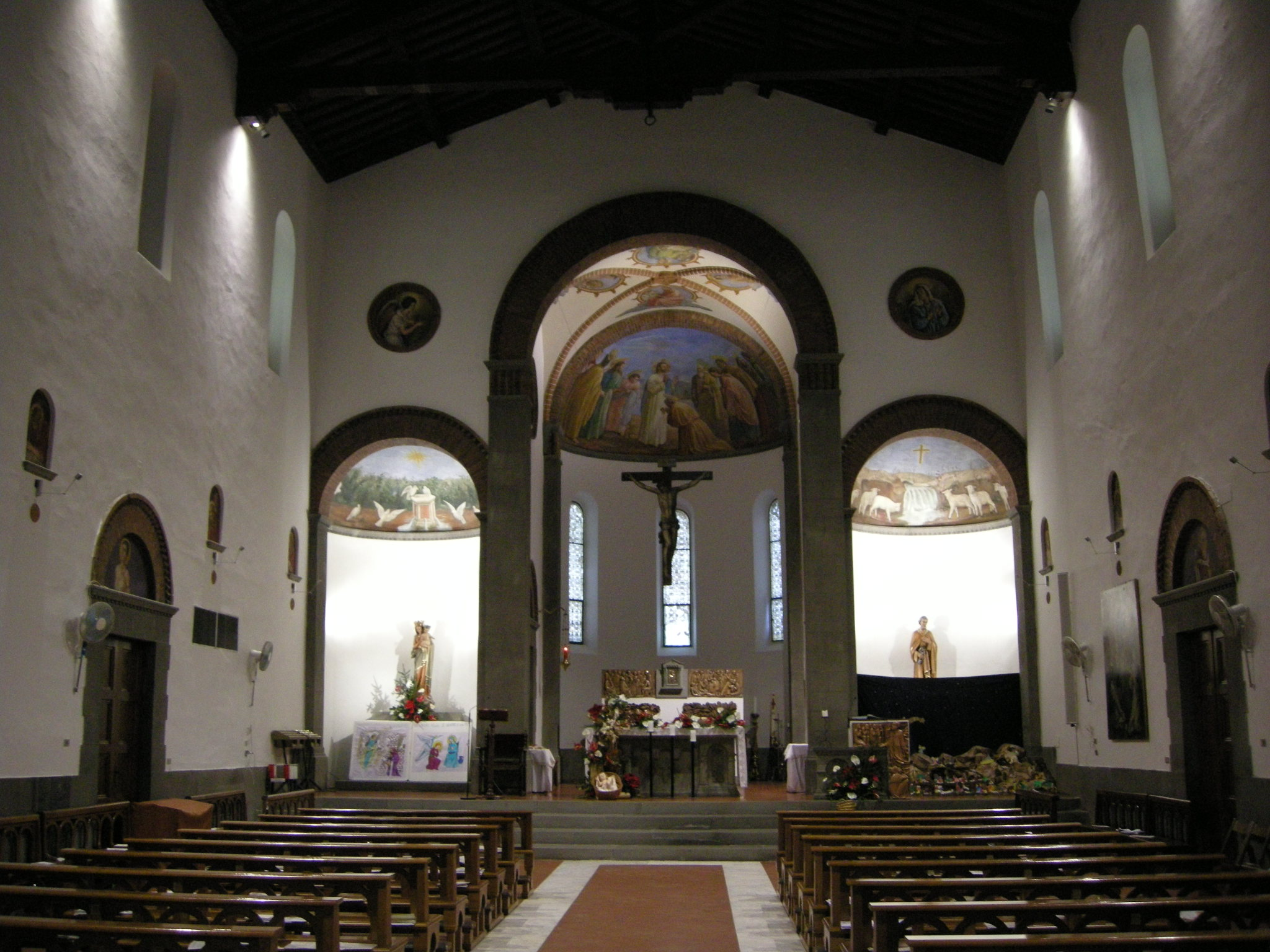
Interno

La chiesa di San Pietro sorge a Mezzana, frazione sud-orientale del comune di Prato.

## Storia e descrizione
La chiesa, ricostruita in forme neoromaniche tra il 1937e il 1939 su progetto di Raffaello Franci, dopo l'abbattimento dell'antica parrocchiale, è caratterizzata da un unitario interno neomedievale, con decorazioni di Leonetto Tintori.
L'interno conserva inoltre un Crocifisso sagomato attribuito a Francesco Curradi sull'altar maggiore, e un'Adorazione dei pastori (1614) di Biagio Cini, proveniente dal distrutto oratorio di Ponzano. I dipinti degli anni trenta sono di Leonetto Tintori (Santi, Evangelisti e Via Crucis).
In canonica si trova anche un'Immacolata (1590) di Giovanni Maria Butteri alla quale furono aggiunte due figure di Santi eseguite da Leonardo Mascagni nel 1600.
Poco distante, sempre su via dell'Agio, si trova la villa Martini.

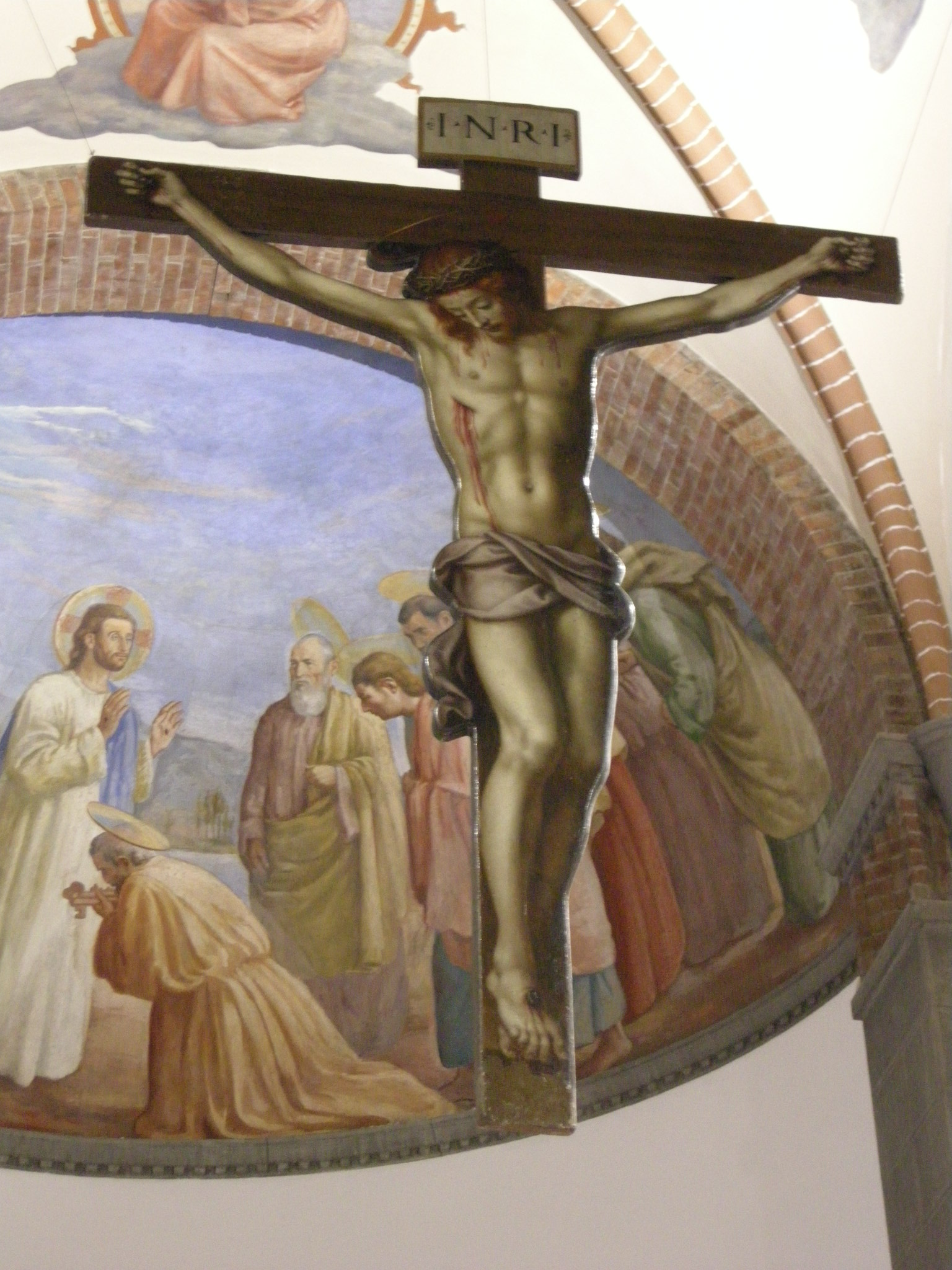
Il Crocifisso
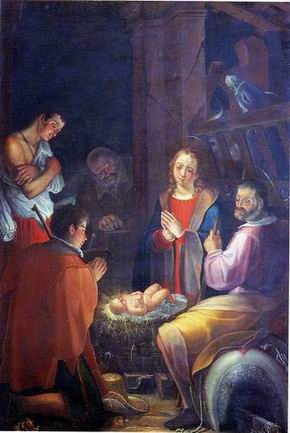
Biagio Cini, Adorazione dei pastori (1614)
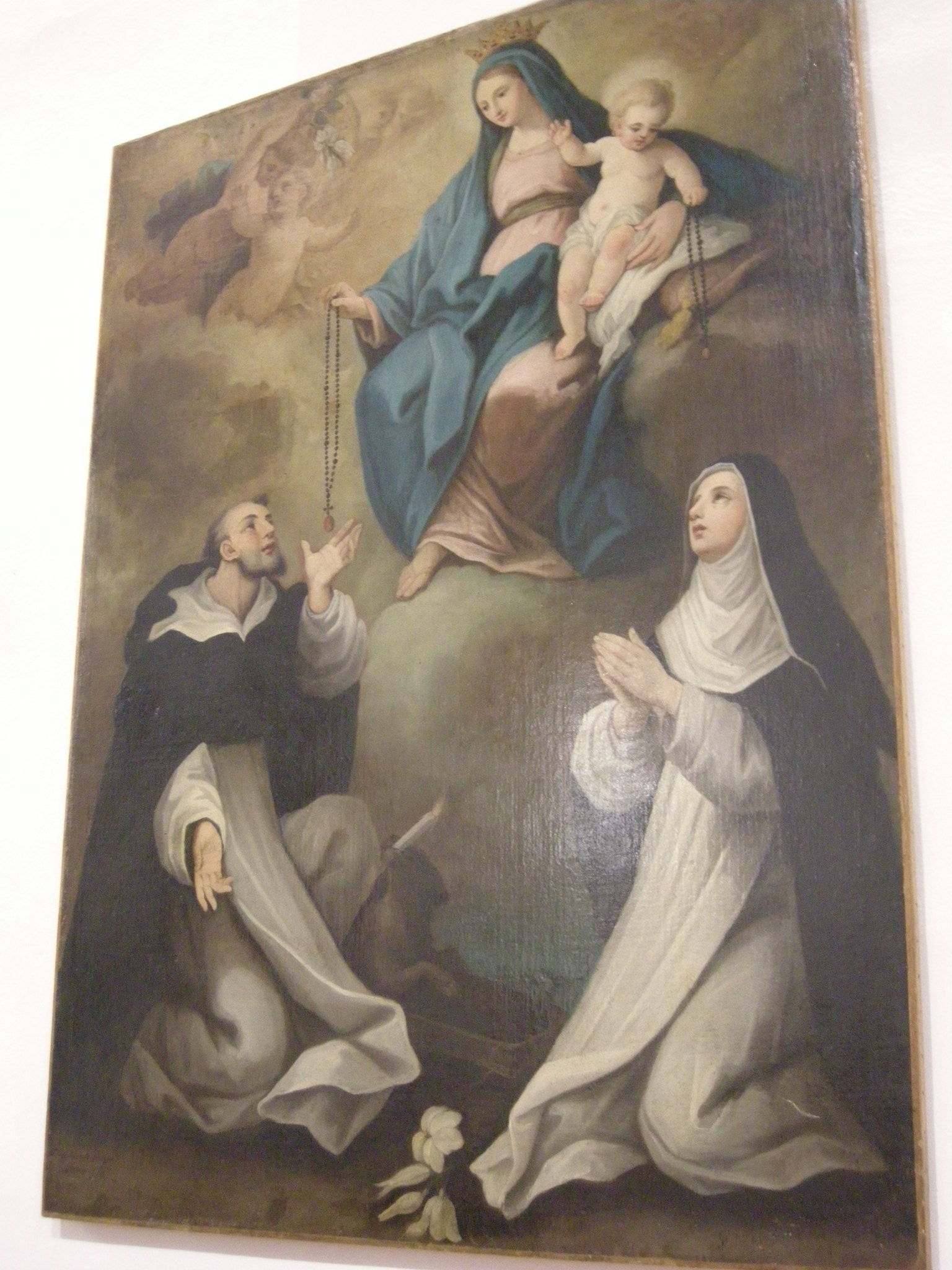
Giovanni Maria Butteri, Immacolata (1590)